# Cyclanthera dressleri
Cyclanthera dressleri är en gurkväxtart som beskrevs av R.P. Wunderlin. Cyclanthera dressleri ingår i släktet springgurkor, och familjen gurkväxter. Inga underarter finns listade i Catalogue of Life.